# Agrypon concavum
Agrypon concavum är en stekelart som beskrevs av Dasch 1984. Agrypon concavum ingår i släktet Agrypon och familjen brokparasitsteklar. Inga underarter finns listade i Catalogue of Life.